# مادلين فيرون
مادلين فيرون (بالإنجليزية: Madeleine Ferron)‏‏ (24 يوليو 1922 في لويزفيل - 27 فبراير 2010 في مدينة كيبك) مقدمة برامج إذاعية، وكاتِبة، وروائية من كندا.

## التعليم
تعلمت مادلين فيرون في:
- جامعة لافال
- جامعة مونتريال